# Eublemma posttornalis
Eublemma posttornalis là một loài bướm đêm trong họ Erebidae.